# Ivan Mihajlavics Jankovszki
Ivan Mihajlavics Jankovszki (cirill betűkkel: Іван Міхайлавіч Янкоўскі; Minszk, 1987. augusztus 25. –) belarusz szabadfogású birkózó. A 2018-as birkózó-világbajnokságon döntőbe jutott 92 kg-os súlycsoportban, szabadfogásban ezüstérmet szerzett.

## Sportpályafutása
A 2018-as birkózó-világbajnokságon a 92 kg-osok súlycsoportjában megrendezett döntő során az amerikai J’Den Cox volt ellenfele, aki 4–1-re legyőzte.